# Copris delicatus
Copris delicatus là một loài bọ cánh cứng trong họ Bọ hung (Scarabaeidae).